# مكراندينة
المكراندينة (الاسم العلمي:Micrandrinae) هي تحت قبيلة من نباتات تتبع الفصيلة الفربيونية من رتبة الملبيغيات.

## أجناس المكراندينة
- المكراندة